# Jonathan Hunt
Pour les articles homonymes, voir Hunt.
Jonathan Lucas Hunt, né à Lower Hutt (Wellington, île du Nord) le 2 décembre 1938 et mort le 8 mars 2024, est un homme d'État néo-zélandais.

## Biographie

### Jeunesse et entrée en politique
Fils d'un agent public de protection de l'enfance, Jonathan Hunt est issu d'une famille de cinq enfants, dont un frère jumeau qui meurt à l'âge de quatre jours. Éduqué à Palmerston North puis dans une grammar school d'Auckland, il est recruté pour la version néo-zélandaise de l'émission de radio populaire du vendredi soir Quiz Kids (en), où « lui et sept autres adolescents particulièrement vifs s'affront[ent] pour répondre aux questions envoyées par les auditeurs ».
Il obtient un Master d'Histoire à l'université d'Auckland et s'intéresse à la politique, s'engageant dans la Campagne pour le désarmement nucléaire en 1957 et dans le mouvement « No Maoris, no Tour » en 1959, qui s'oppose à la tournée (en) des All Blacks en Afrique du Sud en 1960. Pour respecter les lois d'apartheid en vigueur en Afrique du Sud, la Nouvelle-Zélande a en effet accepté d'exclure de son équipe ses joueurs maoris, suscitant en Nouvelle-Zélande des manifestations de protestation et des demandes d'annulation de cette tournée,. Il songe à adhérer au Parti national, avant d'adhérer finalement en 1959 au Parti travailliste.
De 1961 à 1966 il enseigne l'histoire, l'anglais, le latin et le cricket dans une école secondaire pour garçons à Auckland, et de 1964 à 1966 il enseigne également l'histoire à l'université d'Auckland,.

### Député
Aux élections de 1966, Jonathan Hunt est élu député travailliste de la circonscription de New Lynn à la Chambre des représentants, succédant au député Rex Mason qui prend sa retraite après quarante ans à la Chambre, un record qui tient toujours,. Âgé de 27 ans, Jonathan Hunt est le benjamin de la Chambre, et le seul député vingtenaire. Il se forme lui-même au droit pour mieux exercer sa fonction.
Les travaillistes remportent les élections de 1972, et Jonathan Hunt devient l'un des whips de la majorité parlementaire. De 1975 à 1984, lorsque le Parti national est au pouvoir, il est chef-whip de l'opposition. Il introduit en 1984 une proposition de loi qui, adoptée en 1985, permet aux personnes adoptées de connaître l'identité de leurs parents biologiques.

### Ministre
Les travaillistes retrouvent le pouvoir aux élections de 1984, et Jonathan Hunt est fait ministre des Postes et de la Radiodiffusion dans le gouvernement de David Lange. Il transfère des fonctions du bureau ministériel des postes à trois entreprises publiques qu'il crée : New Zealand Post (entreprise publique), Spark New Zealand (privatisée et chargée des télécommunications) et PostBank (privatisée et vendue à la Australia and New Zealand Banking Group). Dans le même temps, face aux politiques de privatisations menées par l'influent ministre des Finances Roger Douglas, il parvient à sauvegarder dans le domaine public la Radio nationale et la chaîne de radio Classic FM. Amateur de musique classique, il a également la responsabilité ministérielle pour l'Orchestre symphonique de Nouvelle-Zélande,. De 1987 à 1990 il est ministre du Logement, ministre du Tourisme et ministre chargé des relations avec le Parlement, et obtient la création d'un grand nombre de logements sociaux,. En 1989 il est fait membre du Conseil privé.

### Président de la Chambre puis ambassadeur
Dans l'opposition à partir de 1990, le Parti travailliste remporte les élections de 1999, et les députés élisent alors à l'unanimité Jonathan Hunt à la présidence de la Chambre des représentants.
Il prend sa retraite de ce poste et de la vie parlementaire en 2005, lorsqu'il est nommé haut-commissaire (ambassadeur) de Nouvelle-Zélande au Royaume-Uni, accrédité à l'Irlande et au Nigéria ; il succède à Russell Marshall. Dans le même temps, il est fait membre de l'ordre de Nouvelle-Zélande, ordre prestigieux qui ne peut être détenu que par vingt personnes vivantes simultanément. Député pendant plus de trente-huit ans, il est cinquième dans la liste des parlementaires ayant été membres le plus longtemps de la Chambre, derrière Walter Nash et devant Apirana Ngata. Le record, de quarante ans et demi, demeure celui de son prédécesseur dans sa circonscription, Rex Mason ; Jonathan Hunt rédige en 1998 l'article biographique de ce dernier pour le Dictionary of New Zealand Biography.
Depuis 2006, il finance une bourse d'études pour des jeunes étudiant la politique et les relations internationales à l'université d'Auckland. Il prend sa retraite définitive à Auckland en 2009.